# Paracolurella logima
Paracolurella logima är en hjuldjursart som först beskrevs av Myers 1934.  Paracolurella logima ingår i släktet Paracolurella och familjen Lepadellidae. Inga underarter finns listade i Catalogue of Life.